# Alexander Riesle
Albert Wilhelm Alexander Riesle (* 4. Mai 1908 in Hannover; † 14. November 2001 in Taunusstein) war ein deutscher SS-Hauptsturmführer und verurteilter Kriegsverbrecher.

## Leben
Riesle war der Sohn eines Uhrmachers. Er kam bereits als Jugendlicher mit dem Nationalsozialismus in Kontakt und trat zum 1. März 1933 der NSDAP bei (Mitgliedsnummer 1.512.474). Dort konnte er bis zum Betriebszellenleiter aufsteigen; Von Mai 1933 bis Mai 1934 war er Mitglied der SA, 1937 kam er zur Kripo Hannover. Nach dem Überfall auf die Sowjetunion gehörte er ab September 1941 dem Sonderkommando 4a der Einsatzgruppe C unter Paul Blobel an. Das Kommando führte zahlreiche Massenermordungen an Juden, Kommunisten und anderen Personengruppen durch. So wurden u. a. Ende September 1941 im Raum Kiew beim Massaker von Babyn Jar 33.771 Juden ermordet. Riesle gehörte mit Unterbrechungen bis Herbst 1942 dem Sonderkommando an. Sein letzter Kommandeur bei dieser Einheit war SS-Standartenführer Eugen Steimle, Riesle war zuletzt SS-Hauptsturmführer. Danach war er Kriminalkommissar der Kripo Karlsruhe.
Nach dem Kriegsende 1945 tauchte Riesle als Bernd Claasen in seiner Heimatstadt Hannover unter und betrieb bis 1950 ein Taxiunternehmen. Er wurde Mitte der 1960er Jahre von der Staatsanwaltschaft aufgespürt und bei einem Einsatzgruppen-Prozess in Darmstadt mit Kuno Callsen, August Häfner und anderen Angeklagten aus dem ehemaligen Sonderkommando 4a zu 4 Jahren Haft wegen Beihilfe zum Mord verurteilt. Am 26. Juni 1975 trat er seine Strafe in der Justizvollzugsanstalt Butzbach an. Am 1. März 1978 wurde er aus der Haft entlassen.